# 25019 Валентоски
25019 Валентоски (25019 Walentosky) — астероїд головного поясу, відкритий 17 серпня 1998 року.
Тіссеранів параметр щодо Юпітера — 3,584.